# Obdukcija
Obdukcija ali avtopsija, tudi nekropsija, je postopek pregleda trupla z raztelešenjem, namenjen ugotavljanju vzroka smrti in ostalih patoloških sprememb telesa pokojnika. Zajema zunanji pregled trupla in nato raztelešenje za makroskopski opis sprememb tkiv ter organov, po potrebi pa tudi odvzem vzorcev tkiv in telesnih tekočin za podrobnejše histološke in toksikološke preiskave.
Glede na namen ločimo več tipov.
- Klinična obdukcija: praviloma se izvaja pri vseh, ki so umrli v bolnišnični oskrbi, za ugotavljanje neposrednega vzroka smrti in pregled znakov osnovne bolezni (torej tiste, zaradi katere je bil pokojnik sprejet v bolnišnično oskrbo) ter vseh ostalih patoloških sprememb. Služi lahko tudi za šolanje študentov medicine.
- Sodna obdukcija: izvaja se na zahtevo pravosodnih organov v primeru nepojasnjene smrti.
- Sanitarna (dovoljena) obdukcija:[1] obdukcija umrlih izven bolnišnice, če mrliškemu ogledniku ni jasen vzrok smrti ali obstaja sum na nalezljivo bolezen, ki bi lahko predstavljala tveganje za javno zdravje. Izvaja se tudi na izrecno zahtevo svojcev, če se ti ne strinjajo z mnenjem oglednika.

Rezultat klinične in sanitarne obdukcije je diagnoza vzroka smrti, pri sodno-medicinski pa izvajalec sestavi izvedensko mnenje, ki je lahko pomembno v sodnem postopku.

## Etimologija in zgodovina
Beseda obdukcija je prevzeta iz latinskega glagola obductiō: »zagrnitev«, v slovenščino je prišla v 19. stoletju prek nemškega Obduktion z enakim pomenom. Preskok pomena ni povsem razjasnjen.
V mednarodnem prostoru bolj uveljavljena beseda avtopsija izvira iz starogrškega izraza αὐτοψία – autopsia: »videti sam«, skovanka iz besed αὐτός autos, »sam« in ὄψις opsis, »pogled«). Slednja beseda je v rabi od 17. stoletja. Avtopsija v sodobnem pomenu – torej striktno preiskava vzroka smrti – je v domeni patologov šele od 20. stoletja, pred tem so bila običajnejša seciranja trupel za preučevanje anatomije v akademskem okolju.